# Wąwał (województwo kujawsko-pomorskie)
Wąwał – wieś w Polsce położona w województwie kujawsko-pomorskim, w powiecie włocławskim, w gminie Lubień Kujawski.
W latach 1975–1998 miejscowość należała administracyjnie do województwa włocławskiego. Według Narodowego Spisu Powszechnego (III 2011 r.) liczyła 109 mieszkańców. Jest 24. co do wielkości miejscowością gminy Lubień Kujawski.